# Partido Renovador
El Partido Renovador fue un partido político argentino formado en 1972 como producto de la conjunción entre elementos desprendidos de la Unión Cívica Radical Intransigente, del Partido Demócrata Cristiano, del conservadurismo y de grupos independientes. En las elecciones de marzo de 1973 apoyó la candidatura de Francisco Manrique, quien terminó tercero detrás de Juan Domingo Perón y Ricardo Balbín. En las elecciones legislativas del mismo año, el Partido Renovador logró que tres de sus dirigentes fueran elegidos diputados nacionales por la provincia de Buenos Aires. Ellos fueron: Guillermo Fernández Gil, que provenía del radicalismo intransigente, Agustín Petrucelli, antiguo dirigente conservador, y Luis J. Harrington. 

## Biografía
El Partido Renovador nació en 1972, de la unión de dirigentes políticos de diferentes orígenes como radicales intransigentes (que integraban una gran parte del partido), conservadores, demócratas cristianos, y de grupos independientes. El Partido tuvo principal proyección en las provincias de Buenos Aires y Corrientes, y en la Capital Federal. 
Apoyaron la candidatura de Francisco Manrique en las elecciones de marzo de 1973 participando en la Alianza Popular Federalista, en la misma elección consiguieron tres bancas de diputados por la provincia de Buenos Aires. En las elecciones de septiembre algunos dirigentes apoyaron a Manrique mientras que otros no apoyaron a ningún candidato.